# Hawthorn Football Club
De Hawthorn Football Club, bijgenaamd The Hawks, is een professionele Australian football club in Mulgrave, een buitenwijk van Melbourne. De club, opgericht in 1902, is de jongste van de clubs in Victoria in de Australian Football League (AFL) en heeft twaalf VFL/AFL premierships gewonnen. De club staat er om bekend als enige club een premiership gewonnen te hebben in elk decennium vanaf de jaren zestig tot de jaren 2010-2019.